# Neolophonotus hirtipes
Neolophonotus hirtipes är en tvåvingeart som först beskrevs av Ricardo 1920.  Neolophonotus hirtipes ingår i släktet Neolophonotus och familjen rovflugor. Inga underarter finns listade i Catalogue of Life.